# Landberk
Landberk – szwedzki zespół wykonujący rock progresywny oraz art rock. Powstał w 1992.

## Członkowie
W skład zespołu wchodzą:
- Patric Helje – śpiew
- Reine Fiske – gitara
- Stefan Dimle – gitara basowa
- Simon Nordberg – keyboard
- Jonas Lidholm – perkusja
- Andreas Dahlbäck – perkusja (1992)

## Dyskografia
Na dyskografię zespołu składają się następujące albumy:
- Riktigt Äkta (1992, album studyjny )
- Lonely Land (1992, album studyjny – wersja anglojęzyczna Riktigt Äkta)
- One Man Tell's Another (1994, album studyjny )
- Jag Är Tiden (1994, singiel)
- Unaffected (1995, album koncertowy)
- Dream Dance (1995, singiel)
- Indian Summer (1996, album studyjny )